# Kiemlaag

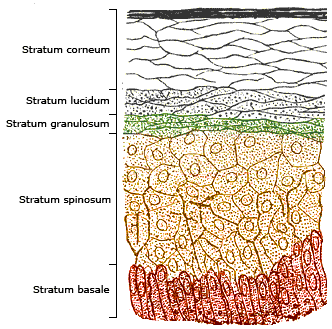
Dwarsdoorsnede huid

De kiemlaag (stratum germinativum; ook wel stratum basale, basale laag) is de onderste laag van de opperhuid en verzorgt de voeding en zuurstofbehoefte van de cellen in de huid aangezien er geen bloedvaten in de opperhuid stromen. De kiemlaag bestaat uit levende cellen en van hieruit groeit de nieuwe opperhuid.
In de cellen van de kiemlaag bevindt zich melanine (pigment), wat ze ontvangen als melanosoom dat wordt afgegeven door de melanocyten. Samen met de mate van doorbloeding bepaalt het pigment de uiteindelijke kleur van de huid. Het pigment dat wordt gemaakt in de kiemlaag beschermt tegen ultraviolette straling. De onderste laag cellen deelt zich voortdurend. Hierdoor wordt de steeds afslijtende hoornlaag (stratum corneum) aangevuld.